# Roberto Maggioni
Roberto Maggioni (Lecco, 5 marzo 1968) è un ex ciclista su strada italiano.

## Carriera
Nato nel 1968 a Lecco, nel 1986 fu campione mondiale juniores a Casablanca nella cronometro a squadre 75 km insieme a Luca Colombo, Mauro Consonni e Paolo Morandi, concludendo inoltre nono nella corsa in linea.
Passato tra i Dilettanti, a 20 anni partecipò ai Giochi olimpici di Seul 1988, nella cronometro a squadre insieme a Eros Poli, Mario Scirea e Flavio Vanzella, terminando quinto con il tempo di 1h59'58"3. Nel 1989 prese parte ai Mondiali di Chambéry, nella cronometro a squadre, con Luca Colombo, Paolo Morandi e Stefano Zanini, chiudendo 10º. L'anno successivo vinse il Trofeo Papà Cervi.
Non passò mai professionista e chiuse la carriera da dilettante nel 1992, a 24 anni. In seguito è diventato presidente del Bike Team Formaggilandia2 di Malgrate.

## Palmarès
- 1990 (dilettanti)

Trofeo Papà Cervi

## Piazzamenti

### Competizioni mondiali
- Campionati del mondo

Casablanca 1986 - Cronometro a squadre Juniores: vincitore
Casablanca 1986 - In linea Juniores: 9º
Chambéry 1989 - Cronometro a squadre Dilettanti: 10º
- Giochi olimpici

Seul 1988 - Cronometro a squadre: 5º